# Konstantyn Lekapen
Konstantyn Lekapen (zm. 946 na Proti) – cesarz bizantyjski, koregent w latach 925–945 Konstantyna VII Porfirogenety (cesarz 913–959), a także swego ojca Romana I (cesarz 919–944) i braci Krzysztofa (cesarz 920-931) i Stefana (cesarz 924-945) .
Był synem cesarza Romana I i Teodory. Został powołany na tron 25 grudnia 925 r. Formalnie współrządził wraz z ojcem i braćmi Krzysztofem, Stefanem oraz z Konstantynem VII. Faktycznie był narzędziem w polityce dynastycznej.
16 grudnia 944 r. wspólnie ze Stefanem Lekapenem dokonał zamachu stanu, doprowadził do detronizacji ojca i umieszczenia go w klasztorze. Przejął z bratem jako współcesarz faktyczną władzę w państwie. 27 stycznia 945 r. został obalony przez prawowitego basileusa Konstantyna VII. Zesłany jako mnich do klasztoru na wyspie Proti spędził tam ostatnie miesiące życia.